# حسن كدر
حسن‌ كدر هي قرية في مقاطعة كرج، إيران. يقدر عدد سكانها بـ 592 نسمة بحسب إحصاء 2016.